# Салманов, Григорий Иванович
Григо́рий Ива́нович Салма́нов (12 февраля 1922 года, деревня Касимово Уфимской губернии, ныне в составе городского округа Уфа Республики Башкортостан — 3 апреля 1993, Москва) — советский военачальник, генерал армии (1979).

## Детство и юность
Из крестьянской семьи. В начале 1930-х годов семья переехала в Уфу, где отец стал работать в местной заготконторе. Отец будущего генерала был необоснованно арестован в 1938 году, освобождён в 1939 году, в годы Великой Отечественной войны был мобилизован в армию, попал в плен, после освобождения из плена длительное время находился на спецпроверке в фильтрационном лагере.
Окончив 7-летнюю школу в 1937 году, Григорий Салманов мечтал стать врачом-хирургом, но по настоянию отца в том же 1937 году поступил в Уфимский техникум потребительской кооперации. Обучаясь в техникуме, он поступил на рабфак медицинского института. Завершить учёбу помешал неожиданный арест отца. После окончания техникума в 1940 году работал главным бухгалтером Покровского райпотребсоюза Башкирской АССР.

## Военная служба
Призван на срочную службу в Красную Армию в сентябре 1940 года. Служил пулемётчиком 258-го стрелкового полка 78-й стрелковой дивизии Дальневосточного фронта на Дальнем Востоке. В мае 1941 года из войск поступил в Хабаровское военно-пехотное училище, ускоренный курс которого окончил в феврале 1942 года.

## Великая Отечественная война
Направлен на фронт в марте 1942 года на должность командира пулемётного взвода 1322-го стрелкового полка 413-й стрелковой дивизии 50-й армии Западного фронта. В боях 1942 года в том же полку повышался в должностях и был командиром сводной роты, адъютантом батальона, заместителем командира батальона. В декабре 1942 года был тяжело ранен и отправлен на излечение в госпиталь на станции Шахунья Горьковской области.
С мая 1943 года воевал до конца войны помощником начальника оперативного отдела штаба 18-го стрелкового корпуса, который действовал на Центральном, 1-м Белорусском и 2-м Белорусском фронтах. В боях был дважды ранен. Член ВКП(б) с 1944 года.

## Послевоенная служба
После окончания войны 18-й стрелковый корпус был передан в Северную группу войск на территории Польши. С ноября 1945 по июль 1946 года — помощник начальника оперативного отдела штаба 65-й армии там же. Окончил Военную академию имени М. В. Фрунзе в 1949 году, а позднее, в 1956 году — Высшие академические курсы при ней. С ноября 1949 года непрерывно служил 13 лет в Прибалтийском военном округе командиром стрелкового батальона, затем начальником штаба 77-го гвардейского стрелкового полка 26-й гвардейской стрелковой дивизии, с января 1951 года — начальником штаба 12-го стрелкового полка 5-й гвардейской стрелковой дивизии 11-й гвардейской армии, с марта 1953 года — командиром 21-го стрелкового полка 5-й гвардейской стрелковой дивизии, с ноября 1954 года — командиром 91-го гвардейского механизированного полка 28-й гвардейской механизированной дивизии, с октября 1956 года — начальником штаба 28-й гвардейской механизированной дивизии 11-й гвардейской армии, с июня 1957 года — начальником штаба 40-й гвардейской танковой дивизии 11-й гвардейской армии, с октября 1957 по июль 1962 года — командиром 26-й гвардейской мотострелковой дивизии 11-й гвардейской армии.
В 1964 году окончил Военную академию Генерального штаба Вооружённых Сил СССР и в июле этого года назначен первым заместителем начальника штаба Туркестанского военного округа. С августа 1967 года — командующий 28-й общевойсковой армией в Белорусском военном округе.

## На высших военных должностях
С 28 ноября 1969 года — командующий войсками Киевского военного округа. С 26 июня 1975 года — заместитель Главнокомандующего Сухопутными войсками по боевой подготовке — начальник Главного управления боевой подготовки Сухопутных войск.
С 28 декабря 1978 по 20 января 1984 года — командующий войсками Забайкальского военного округа.
В январе 1984 — феврале 1986 годов находился в Афганистане на должности Главного военного советника в Вооружённых силах Демократической Республики Афганистан, один из руководителей боевых действий советских и афганских войск в ходе Афганской войны. В феврале—сентябре 1986 года находился в распоряжении Министра обороны СССР.
С 2 сентября 1986 года по 30 июля 1989 года — начальник Военной академии Генерального штаба Вооружённых Сил имени К. Е. Ворошилова.
В июле 1989 — январе 1992 годов — военный инспектор-советник Группы генеральных инспекторов Министерства обороны СССР. В январе 1992 года уволен в отставку.
Депутат Верховного Совета СССР 8-10-го созывов (1970—1984), кандидат в члены ЦК КПСС (1971—1976), член ЦК КПСС (1981—1986).
Жил в Москве. Похоронен на Кунцевском кладбище.

## Воинские звания
- генерал-майор (07.05.1960),
- генерал-лейтенант (19.02.1968),
- генерал-полковник (29.04.1970),
- генерал армии (25.10.1979).

## Награды
- Орден Ленина (11.02.1982)
- Три ордена Красного Знамени (3.08.1944, 1968, 1986)
- Орден Богдана Хмельницкого 3-й степени (27.04.1945)
- Орден Отечественной войны 1-й степени (11.03.1985)
- Орден Отечественной войны 2-й степени (05.03.1944)
- Три ордена Красной Звезды (1956; 11.02.1972)
- Орден «За службу Родине в Вооружённых Силах СССР» 3-й степени (30.04.1975)
- Медаль «За боевые заслуги» (15.11.1950)
- Медаль «За освобождение Варшавы»
- Ряд других медалей СССР

Ордена и медали иностранных государств
- Орден «Звезда дружбы народов» в золоте (ГДР)
- Офицерский крест Ордена Возрождения Польши (Польша, 6.10.1973)
- Крест Храбрых (Польша, 19.12.1968)
- Медаль «Заслуженным на поле Славы» (Польша, 6.04.1946)
- Медаль «За Одру, Нису и Балтику» (Польша, 6.04.1946)
- Медаль «За Варшаву 1939—1945» (Польша, 6.04.1946)
- Медаль «Братство по оружию» (Польша, 8.07.1980)
- Орден Сухэ-Батора (Монголия)
- Орден Красного Знамени (Афганистан, 1986)
- Медаль «20-я годовщина Революционных Вооружённых сил Кубы» (Куба)
- Медаль «30-я годовщина Революционных Вооружённых сил Кубы» (Куба, 24.11.1986)
- Медаль «Братство по оружию» в золоте (ГДР, 12.04.1985)
- Медаль «30 лет Болгарской народной армии» (Болгария, 1974)
- Медаль «1300 лет Болгарии» (Болгария, 29.03.1982)
- Медаль «100 лет со дня рождения Георгия Димитрова» (Болгария, 14.02.1983)
- Медаль «За укрепление дружбы по оружию» в золоте (ЧССР, 20.03.1970)
- Медаль «Братство по оружию» (Венгрия, 1988)
- Медаль «50 лет Монгольской Народной Армии» (Монголия, 15.03.1971)
- Медаль «50 лет Монгольской Народной Революции» (Монголия, 16.12.1971)
- Медаль «30 лет Победы над милитаристской Японией» (Монголия, 08.01.1976)
- Медаль «60 лет Вооружённым силам МНР» (Монголия, 29.12.1981)